# Hieracium hypochoeroides
Hieracium hypochoeroides là một loài thực vật có hoa trong họ Cúc. Loài này được Gibson mô tả khoa học đầu tiên năm 1843.